# Земљотрес у Дубровнику 1667.
Земљотрес у Дубровнику 1667. године био је један од најјачих земљотреса који су погодили неко подручје данашње Хрватске.
Дана 6. априла у 8 часова ујутро, Дубровник је задесио катастрофалан земљотрес. Ово је била највећа катастрофа у дотадашњих 1.200 година историје Дубровника.
Земљотрес је порушио готово цео град. Страдало је око 3.000 људи, што је била половина тадашњег становништва града.
Земљотрес је погодио град у политички врло незгодном тренутку, усред кандијског рата између Млечана и Османлија. И једнима и другима би заузимање Дубровника дало велику предност у рату, но дубровачка је дипломатија чак и у овим околностима успела да сачува самосталност Републике. Дубровник је успео да се одржи и поново изгради, али никада није вратио снагу какву је имао у најбољим данима.

## Историја
Велики земљотрес од 6. априла 1667. године спада у један од најзначајнијих догађаја у историји Дубровачке републике. То је најкритичнији тренутак у њеној историји, како због последица самог земљотреса, тако и због догађаја који су након земљотреса уследили. Они су довели у питање опстанак Дубровачке републике. Република је до 1667. године била јака и бележи успон, а од тада је сасвим видљиво њено постепено пропадање. Град је најпре разорен у земљотресу, а остаци града изгорели су у пожару који је трајао читавих 20 дана након земљотреса. Геолог Јеленко Михаиловић је доказао да не треба сумњати у савремене описе земљотреса, мада они доносе готово невероватне чињенице. Шести април 1667. године отпочео је у Дубровнику као и сваки дан. Нешто пре девет часова ујутру започео је потрес. Одмах затим град је погодио кратак ударац. Један фрањевац бележи да је земљотрес трајао свега неколико секунди. За тих неколико секунди град је готово потпуно разрушен. Од богатих готских и ренесансних палата остале су само рушевине. Док је земљотрес трајао, рушиле су се стене са брда Срђ и падале на град. Од наглог рушења Срђа дигла се прашина која је замрачила небо. Земља је пуцала, а велике пукотине гутале су читаве куће и колибе. Бунари су пресушили. Море се неколико пута повлачило од обале и односило са собом бродове у луци, а таласи који су их враћали на обалу, разбијали су их о зидине и стене. На хиљаде Дубровчана је за неколико секунди остало под рушевинама. Под њима су умирали данима, од повреда, жеђи и глади. Грађани су били уверени да је дошао смак света. Неки су бежали из града газећи преко рањеника, и не обазирући се на пострадале и преживеле под рушевинама. Непосредно после првог удара букнуо је велики пожар који се, ношен изненадним ветром, распламсао великом брзином и захватио већи део града. Вапаји затрпаних чули су се и у наредним данима. Преживели су се довикивали са сродницима затрпаним у рушевинама, немоћни да им помогну. У језуитској гимназији, нпр, остали су заробљени сви ђаци. Данима су слободни грађани покушавали да им доставе воду. На крају се спасао само један једини ученик. Дубровник је пред потрес имао око 6000 становника. Први попис становништва након катастрофе састављен је 1673. године. Број становника тада је био два пута мањи (између 2000 и 4000). Властела је сведена на половину.

## Последице
Катастрофа је, барем на кратко време, довела до безвлашћа. Дубровачки кнез и Велико веће остали су затрпани. Властела је журила да напусти град. Према писмима једног богаташа, он је толико жалио што су му изгинули дужници, да је заборавио на сопствену породицу изгубљену у земљотресу. У општем грабежу, властела је продрла у државну благајну, обијала житне магацине, продрла у царинарницу и отимала сиротињи плен у име државне власти. Снашао се само један део властеле који је успео да поврати власт и очува дубровачку олигархију.
Земљотрес је погоршао међународни положај Дубровника. Он се десио у најжешћој фази Кандијског рата између Млетачке републике и Османског царства. Султан Мехмед IV искористио га је да Дубровчане уцени са 150.000 дуката. Дубровчани су успели да преживе катастрофу захваљујући изврсној дипломатији. Њихова дипломатија управо након земљотреса достиже највиши успон. Издавачи у Лондону, Анкони и Венецији штампају књижице, брошуре и листове са описима катастрофе. Стварне помоћи није било много, али је Дубровнику успело да у целом свету изазову сажаљење. Земљотрес у Дубровнику није био локална катастрофа; осетио се од албанске обале до Венеције. После Дубровника, најжешће је погођена Бока Которска. Земљотрес је затекао Дубровник пред крај Кандијског рата. Њена села више нису била заштићена од Турака који упадају у њих.
Приближавало се време склапања мира. Венеција настоји да у споразум унесе одредбу о присаједињењу Дубровника Млетачкој републици. Случај је на крају стигао до папе Климента IX, па су млетачки планови пропали. Мировни споразум закључен је 1669. године. Извршено је разграничење у Далмацији и Боки Которској. Турци су одуговлачили са потписивањем, те је султан коначно потписао мир тек 1671. године. Венеција се одрекла свих територија које су освојили хајдуци и ускоци. Гранична линија мало се разликовала од оне успостављене након Кипарског рата.

## Занимљивости
Једна од ретких пригода кад се пуцало с дубровачких утврда била је непосредно након земљотреса кад је заповедник Ловријенца Перо Охмучевић наредио да се пуца на две млетачке галије које су почеле с искрцавањем на најоштећенијем делу зидина, између бастиона св. Андрије и тврђаве Бокар. Након паљбе из Гуштера галије су се повукле према Гружу и даље за Млетке.